# Fischbach (Ebern)
Fischbach ist ein Gemeindeteil der Stadt Ebern im unterfränkischen Landkreis Haßberge in Bayern.

## Geografie
Das Pfarrdorf liegt im östlichen Teil des Landkreises etwa drei Kilometer nördlich der ehemaligen Kreisstadt Ebern in einer Talmulde, die vom Fischbach, der in die Baunach mündet, durchflossen wird. An dem Ort führt die Bundesstraße 279 von Breitengüßbach nach Bad Neustadt an der Saale vorbei. Das Ensemble von Schloss und Schlosskirche im Kern des Ortes prägen das Ortsbild.

## Geschichte
Der Ortsnamen, Ort am fischreichen Bach, wird sich von dem Fischbach, einem kleinen Zufluss der Baunach, an dessen Quelle der Ort liegt, ableiten, oder er bezieht sich direkt auf die Baunach.
Die Ersterwähnung war 866, als Ymmina ihre Güter in „fischebach“ dem Kloster Fulda übergab. 1232 folgte eine Nennung in der Teilungsurkunde des Würzburger Fürstbischofs Hermann, in der Ebern von der Pfarrei Pfarrweisach getrennt wurde und „Vilpach“ bei Pfarrweisach blieb.
Fischbach gehörte vermutlich seit Anfang des 13. Jahrhunderts zum Besitz derer von Rotenhan. 1317/22 erhielt Wolfram von Rotenhan als Lehen das Schloss Rotenhagen und das Gericht in „Vispach“. 1686 hatte die Rotenhansche Verwaltung ihren Sitz in Rentweinsdorf und in Fischbach.
1862 wurde die seit 1818 selbstständige Landgemeinde Fischbach, bestehend aus dem Pfarrdorf Fischbach und dem Weiler Hochstätten, in das neu geschaffene bayerische Bezirksamt Ebern eingegliedert.
Die 588,41 Hektar große Gemeinde hatte 273 Einwohner im Jahr 1871, von denen 271 evangelisch und 2 katholisch waren, und 58 Wohngebäude. In Fischbach lebten 212 Personen. Die evangelische Bekenntnisschule befand sich im 2,5 Kilometer entfernten Nachbarort Eyrichshof. Im Jahr 1897 wurde Fischbach mit der Bahnstrecke Breitengüßbach–Maroldsweisach an das Eisenbahnnetz angeschlossen.
1900 zählte die Fischbach 181 Einwohner und 37 Wohngebäude. Der Pfarrsitz war in Eyrichshof. 1925 hatte die Gemeinde Fischbach 211 Einwohner, von denen 202 evangelisch waren. In dem Kirchdorf Fischbach lebten 153 Personen in 37 Wohngebäuden.
1950 hatte Fischbach 222 Einwohner und 36 Wohngebäude. Die Katholiken gehörten zum Sprengel der Pfarrei Pfarrweisach. 1952 wurde ein Schulhaus errichtet.
Im Jahr 1961 zählte das Kirchdorf 197 Einwohner und 38 Wohngebäude. 1970 waren es 196 und 1987 173 Einwohner sowie 46 Wohngebäude mit 53 Wohnungen.
Am 1. Januar 1972 wurde die Gemeinde Fischbach nach Ebern eingegliedert. Am 1. Juli 1972 folgte im Rahmen der Gebietsreform die Auflösung des Landkreises Ebern und Fischbach kam zum Haßberg-Kreis.
Die evangelischen Einwohner gehören zum Sprengel der Kirchengemeinde Eyrichshof mit Pfarrsitz in Fischbach, die katholischen zum Sprengel der Pfarrei St. Laurentius in Ebern.
Am 27. Mai 1988 wurde auf der Bahnstrecke zwischen Ebern und Maroldsweisach der Personenverkehr eingestellt. Güterverkehr wurde bis zum 21. November 2001 durchgeführt. 2003 folgte die Stilllegung und der Rückbau der Gleise.

## Baudenkmäler

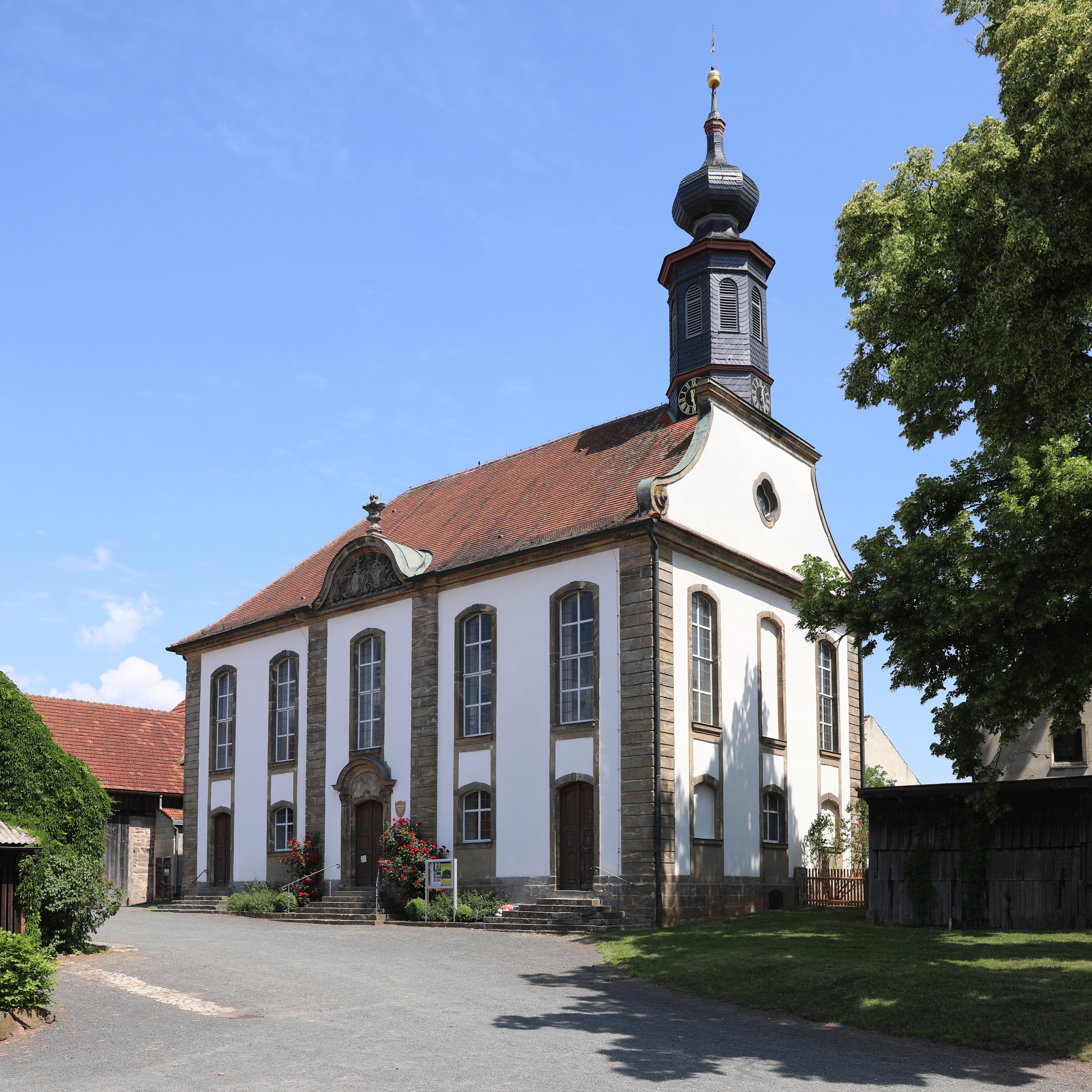
Evangelisch-lutherische Pfarr- und Schlosskirche

Das Schloss ist ein zweigeschossiger Walmdachbau mit zwei runden Treppentürmen. Den Kern des Schlosses bildet ein Neubau von 1530, der 1605 erweitert und durch den Rückbau der Obergeschosse 1707 verändert wurde. Nach dem Zweiten Weltkrieg wurde ein Stockwerk wieder aufgesetzt.
Die evangelisch-lutherische Pfarr- und Schlosskirche wurde von 1756 bis 1761 errichtet. Das mit Werksteingliederungen in Sandstein gestaltete Bauwerk ist ein  weiß verputzter klassizistischer Saalbau mit einer fünfachsigen Längsfassade, einer abgestumpfte Giebelfassade und einem Dachreiter mit Zwiebelhelm.
In der Bayerischen Denkmalliste sind insgesamt drei Baudenkmäler aufgeführt.